# Pseudofungi
Pseudofungi, também conhecido como Heterokontimycotina, é um agrupamento taxonómico dos Heterokontophyta. É composto pelos grupos Oomycota e Hyphochytriomycetes. Apesar de numerosas características bioquímicas, genéticas e ultraestruturais o colocarem no grupo dos Heterokontophyta, a presença de hifas e o modo de nutrição assemelham-no aos fungos (que não é um grupo proximamente relacionado).

## Descrição
Pseudofungi é um agrupamento taxonómico de heterocontes, também frequentemente designado por Heterokontimycotina dada agrupar heterocontes morfologicamente semelhantes a fungos (daí a terminação «mycotina»), que agrupa para além do género unicelular Developayella (cuja colocação no grupo é incerta) as classes Oomycota e Hyphochytriomycetes.
Apesar de numerosas características bioquímicas, ultraestruturais e genéticas colocarem claramente estes organismos entre os heterocontes (Heterokonta), a sua forma de crescimento (caracterizada pela presença de hifas) e modo de nutrição (numa forma de osmotrofia) são muito semelhantes aos fungos (embora claramente não estejam filogeneticamente próximos). Estas semelhanças parecem resultar de um fenómeno de convergência evolutiva associada a transferência horizontal de genes, o que explicaria as profundas coincidências de soluções morfo-estruturais e bioquímicas.

## Filogenia
Face ao presente estado dos conhecimentos sobre a filogenética do grupo, acredita-se que os pseudofungos descendam de uma linhagem heteroconte unicelular de algas cromistas que perderam os plastídeos no decurso do processo evolutivo. Embora não tenham sido até agora encontradas evidências desses plastídeos, foi contudo comprovada a existência de plastídeos endossimbióticos em algas vermelhas. Por analogia com o percurso evolutivo das algas vermelhas, é possível admitir um proto-pseudofungi, provavelmente um parasita unicelular heterotrófico de cogumelos, possa ter obtido genes de origem fungíca por transferência horizontal de genes, o que levaria ao desenvolvimento da multicelularidade fúngica por evolução convergente, o que explica a presença de um tipo de parede celular em que por vezes coexistem a quitina e a celulose.
Na sua presente circunscrição taxonómica o agrupamento apresenta as seguintes relações filogenéticas:

|  | Labyrinthulomycetes |
|  |                     |
|  | Eogyrea             |
|  |                     |

|  | Opalinidae       |
|  |                  |
|  | Proteromonadidae |
|  |                  |
|  | Blastocystidae   |
|  |                  |

|  | Labyrinthulomycetes |
|  |                     |
|  | Eogyrea             |
|  |                     |

|  | Opalinidae       |
|  |                  |
|  | Proteromonadidae |
|  |                  |
|  | Blastocystidae   |
|  |                  |

|  | Oomycetes           |
|  |                     |
|  | Hyphochytriomycetes |
|  |                     |

|  | Labyrinthulomycetes |
|  |                     |
|  | Eogyrea             |
|  |                     |

|  | Opalinidae       |
|  |                  |
|  | Proteromonadidae |
|  |                  |
|  | Blastocystidae   |
|  |                  |

|  | Labyrinthulomycetes |
|  |                     |
|  | Eogyrea             |
|  |                     |

|  | Opalinidae       |
|  |                  |
|  | Proteromonadidae |
|  |                  |
|  | Blastocystidae   |
|  |                  |

|  | Oomycetes           |
|  |                     |
|  | Hyphochytriomycetes |
|  |                     |

Outros estudos postulam que seria um grupo parafilético, mostrando as seguintes relações:
|  | Oomycota                                                            |
|  |                                                                     |
|  | \| \| Hyphochytridiomycota \| \| \| \| \| \| Ochrophyta \| \| \| \| |
|  |                                                                     |
|  | Hyphochytridiomycota                                                |
|  |                                                                     |
|  | Ochrophyta                                                          |
|  |                                                                     |

|  | Hyphochytridiomycota |
|  |                      |
|  | Ochrophyta           |
|  |                      |

|  | Oomycota                                                            |
|  |                                                                     |
|  | \| \| Hyphochytridiomycota \| \| \| \| \| \| Ochrophyta \| \| \| \| |
|  |                                                                     |
|  | Hyphochytridiomycota                                                |
|  |                                                                     |
|  | Ochrophyta                                                          |
|  |                                                                     |

|  | Hyphochytridiomycota |
|  |                      |
|  | Ochrophyta           |
|  |                      |

|  | Oomycota                                                            |
|  |                                                                     |
|  | \| \| Hyphochytridiomycota \| \| \| \| \| \| Ochrophyta \| \| \| \| |
|  |                                                                     |
|  | Hyphochytridiomycota                                                |
|  |                                                                     |
|  | Ochrophyta                                                          |
|  |                                                                     |

|  | Hyphochytridiomycota |
|  |                      |
|  | Ochrophyta           |
|  |                      |

|  | Oomycota                                                            |
|  |                                                                     |
|  | \| \| Hyphochytridiomycota \| \| \| \| \| \| Ochrophyta \| \| \| \| |
|  |                                                                     |
|  | Hyphochytridiomycota                                                |
|  |                                                                     |
|  | Ochrophyta                                                          |
|  |                                                                     |

|  | Hyphochytridiomycota |
|  |                      |
|  | Ochrophyta           |
|  |                      |